# شارلوت لورانس
شارلوت لورانس (بالإنجليزية: Charlotte Lawrence)‏ هي ممثلة أمريكية، ولدت في 1921 في لوس أنجلوس في الولايات المتحدة، وتوفيت في 1993.

## وصلات خارجية
- شارلوت لورانس على موقع IMDb (الإنجليزية)